# Bistoner
Bistoner (græsk: "Βίστονες") er navnet på et thrakisk folk, der boede i området mellem Rhodopé-bjergene og Det Ægæiske Hav, ved siden af Bistonis-søen, nær Abdera  og så vest så langt som til floden Nestos. Det var gennem bistonernes land, at Xerxes marcherede under sin invasion af Grækenland i 480 f.Kr. Bistonerne eksisterede stadig da romerne var herrer i Thrakien. Romerske digtere bruger nogle gange navnet Bistoner til Thrakere i almindelighed. Plinius nævner en byen Tirida som tilhørende bistonerne. De andre byer på kysten, Dicaea, Ismaron, Parthenion, Phalesina og Maronea, var græske kolonier.

## Mytologi
Bistones var militante mennesker, der tilbad Ares, Dionysus eller Bacchus, Minerva, og Bellona.
I skuespillet Alcestis af Euripides er den mytiske Herakles på vej "til bistonernes land" i sit "arbejde for Tirynthian Eurystheus, for at hente den thrakiske Diomedes' ' stridsvogne. Den thrakiske Diomedes "var kongen af Bistones. 
I det episke digt Argonautica (linje 78) antyder Apollonios Rhodios, at Orpheus er konge af Bistonerne i Pieria.
Fra tilbedelsen af Bacchus (Dionysos) i Thrakien kaldes bacciske kvinder Bistonides.
Nogle traditioner siger, at Phineus blev dræbt af Boreas, eller at han blev båret bort af Harpyerne til Bistonernes eller Milchessianernes land.
Ifølge en anden myte grundlagde Biston stammen Bistonerne.